# كرنبية (لعبة)
الكُرُنبِيَّة أو لعبة القافية هي لعبة القافية التي لعبت وفقًا لجوزيف شِتروت في وقت مبكر من القرن الرابع عشر تحت اسم ABC أرسطو. يتعين على المرء أو الفريق في هذه اللعبة أن يأتي بلفظ على وزن لفظة أخرى، أو بقافية تتوافق مع قافية بيت من الشعر، يُطلقها شخص أو فريق آخر.